# Фонтанеле (Авелино)
Фонтанеле (итал. Fontanelle) је насеље у Италији у округу Авелино, региону Кампанија.
Према процени из 2011. у насељу је живело 188 становника. Насеље се налази на надморској висини од 373 м.